# Fred Gilman
Pour les articles homonymes, voir Gilman.
Fred Gilman est un acteur américain, né le 24 novembre 1902 en Virginie, mort le 30 mars 1988 à Capistrano Beach (Californie).

## Filmographie
- 1926 : The Shoot 'Em Up Kid
- 1926 : Law of the North
- 1926 : Martin of the Mounted
- 1927 : The Dude Desperado
- 1927 : Tenderfoot Courage
- 1927 : A Ranger's Romance
- 1927 : The Haunted Homestead
- 1927 : The Lone Star
- 1927 : The Ore Raiders
- 1927 : The Home Trail
- 1927 : Barrymore Tomboy
- 1927 : Gun Justice
- 1927 : The Phantom Outlaw
- 1927 : The Square Shooter
- 1927 : The Horse Trader
- 1927 : Daze of the West
- 1927 : The Fighting Texan
- 1927 : On Special Duty de Walter Fabian
- 1927 : The Law Rider de Walter Fabian
- 1927 : The Smiling Wolf de Walter Fabian
- 1927 : The Lone Ranger de Walter Fabian
- 1927 : Wolves of the Range de Walter Fabian
- 1928 : An Unexpected Hero de Walter Fabian
- 1928 : Battling Justice de Walter Fabian
- 1928 : The Gauge of Battle de Walter Fabian
- 1928 : Fighting Destiny de Walter Fabian
- 1928 : The Ambuscade
- 1928 : Card of Destiny de Walter Fabian
- 1928 : The Ranger Patrol de Walter Fabian
- 1928 : Clearing the Trail : Steve Watson
- 1929 : The Long, Long Trail : Cowhand
- 1929 : Courtin' Wildcats : Fred
- 1930 : The Concentratin' Kid : Announcer
- 1931 : Red Fork Range : Fred
- 1931 : Clearing the Range (en) d'Otto Brower : Henchman
- 1931 : Wild Horse : Wally, the Drunk
- 1932 : Spirit of the West (en) d'Otto Brower : Ranch Hand
- 1932 : A Man's Land : Deputy
- 1932 : The Boiling Point (en) de George Melford : Jimmy's friend
- 1932 : Cowboy Counsellor (en) de George Melford : Luke Avery
- 1933 : The Dude Bandit
- 1933 : The Fighting Parson : Express agent
- 1935 : Sunset Range : Freddie
- 1935 : Rainbow's End : George Wright, Bookkeeper
- 1947 : The Mighty McGurk de John Waters : Agent
- 1947 : My Brother Talks to Horses de Fred Zinnemann : Horse Handler
- 1947 : Le Maître de la prairie (The Sea of Grass) (The Sea of Grass) d'Elia Kazan : Cattleman
- 1948 : Le Pirate (The Pirate) : Coachman
- 1948 : The Kissing Bandit : Pedro
- 1949 : Big Jack de Richard Thorpe : Bandit
- 1950 : Annie Get Your Gun : Cowboy
- 1951 : Au-delà du Missouri (Across the Wide Missouri) : Harris